# St. Andrew's Village
St. Andrew's Village es una villa de Trinidad y Tobago, que forma parte de la región de Couva-Tabaquite-Talparo.

## Geografía
La villa abarca parte de la isla Trinidad y limita al norte con Orange Valley, al sur con Point Lisas, al este con Couva Central y al oeste con el golfo de Paria.

## Demografía
Datos demográficos de la villa de St. Andrew's Village:
| Gráfica de evolución demográfica de St. Andrew's Village entre 2000 y 2011 |
|                                                                            |